# Tabanus donaldsoni
Tabanus donaldsoni är en tvåvingeart som beskrevs av Carter 1912. Tabanus donaldsoni ingår i släktet Tabanus och familjen bromsar. Inga underarter finns listade i Catalogue of Life.